# ألبرت س. ناش
ألبرت س. نـاش (بالإنجليزية: Albert C. Nash)‏ هو مهندس معماري أمريكي، ولد في 1826، وتوفي في 1890.